# Batalha de Gol-Zarrium
A Batalha de Gol-Zarrium ou Batalha de Bucara foi um confronto militar ocorrido c. 560 entre o Império Heftalita e uma coligação do Império Sassânida e do Primeiro Canato Turco em Gol-Zarrium, na Soguediana, perto da cidade de Bucara (atualmente no Usbequistão).

## Contexto
Em 484, o xá sassânida Perozes I, avô de Cosroes I (r. 531–579), foi morto em combate na Batalha de Herate contra os heftalitas e estes anexaram grande parte da província persa de Coração. Após ter chegado a um acordo de paz estável com o Império Bizantino, a ocidente, Cosroes pôde virar a sua atenção para o Império Heftalita, na frente oriental, e vingar a morte do seu avô. Não obstante o crescimento do poderio militar sassânida devido à reformas militares de Cosroes, os persas continuavam a não se sentir à vontade para atacar os heftalitas sozinhos, pelo que procuraram aliados. A resposta aos seus anseios surgiu com a incursão dos goturcos na Ásia Central. O movimento de povos turcos na Ásia Central tornou-os rapidamente em inimigos naturais e competidores dos heftalitas.
Os heftalitas tinham bastante poder militar, mas não tinham organização para lutar em várias frentes. Os sassânidas e os turcos fizeram uma aliança e lançaram um ataque em duas frentes contra os heftalitas, tirando vantagem de sua desorganização e desunião. No final da guerra, com os heftalitas derrotados, os turcos conquistaram o território a norte do rio Oxo (Amu Dária) e os sassânidas anexaram as terras a sul do rio.

## Consequências
O Império Heftalita desmoronou-se após a batalha, fragmentando-se em vários reinos menores, como o do governado pelo príncipe heftalita Faganixe, em Chaganiã (em usbeque: Chagʻoniyon; a sul de Samarcanda). Gadefar, o monarca heftalita derrotado em Gol-Zarrium, retirou com o que restava dos seus homens para sul, em território sassânida, onde se refugiou. Entretanto, o grão-cã goturco Sizábulo (Istämi ou Sinjibu) chegou a acordo com a nobreza heftalita e nomeou Faganixe como o novo rei heftalita.
A nomeação de Faganixe desagradou muito a Cosroes, que considerou que a colaboração entre os turcos e os heftalitas punha em perigo o seu domínio a leste, pelo que marchou para a fronteira sassânido-turca em Gurgã. Quando lá chegou encontrou-se com um enviado de Sizábulo, que lhe ofereceu presentes. Cosroes afirmou a sua autoridade e poder militar e persuadiu os goturcos a fazerem uma aliança. Esta passou pela assinatura dum tratado que estabeleceu que Faganixe fosse enviado para a corte sassânida em Ctesifonte para convencer Cosroes a aprovar o seu estatuto de rei heftalita. Faganixe tornou-se assim um vassalo do Império Sassânida, o que fixou o Oxo como fronteira oriental entre os sassânidas e os goturcos.
Contudo, as relações amigáveis entre os goturcos e os sassânidas deterioram-se rapidamente depois disso, nomeadamente porque ambas as potências disputavam o domínio da Rota da Seda e do comércio entre o Ocidente e o Extremo Oriente. Em 568, os goturcos enviaram um embaixador ao imperador bizantino Justino II para propor uma aliança e um ataque em duas frentes contra o Império Sassânida, mas nada se concretizou.